# Republic Peak
Der Republic Peak ist ein Berggipfel im nordöstlichen Teil des Yellowstone-Nationalparks im US-Bundesstaates Wyoming. Sein Gipfel hat eine Höhe von 3178 m. Er befindet sich wenige Kilometer südlich des Ortes Cooke City und der Grenze zum Bundesstaat Montana, bildet die Grenze des Parks zum Shoshone National Forest und ist Teil der Absaroka-Bergkette in den Rocky Mountains. Der Gipfel kann vom nordöstlich gelegenen Republic Pass weglos bestiegen werden.

## Belege
1. ↑  GNIS Detail - Republic Peak. Abgerufen am 18. Dezember 2020.
2. ↑  Republic Peak : Climbing, Hiking & Mountaineering : SummitPost. Abgerufen am 18. Dezember 2020.
3. ↑  Republic Peak. Abgerufen am 18. Dezember 2020.